# エス・バイ・エル東北
エス･バイ･エル東北株式会社（エス・バイ・エルとうほく）は、秋田県秋田市に本社を置く住宅メーカー。エス・バイ・エル（現・ヤマダホームズ）の100%出資の連結子会社だった。
2007年親会社のエス・バイ・エルの取締役会にて解散を議決し、会社は解散した。これにより秋田県では秀和住研が、青森県では八戸住宅工房がエス・バイ・エルの代理店となった。

## 本社・支店
- 本社・秋田支店/秋田県秋田市山王三丁目1-13
- 八戸支店/青森県八戸市石堂一丁目27－15

## 展示場
- さきがけ展示場/秋田県秋田市横森三丁目11-7 さきがけハウジングパーク内
- 石堂常設展示場/青森県八戸市石堂一丁目27-15
- 十和田展示場/青森県十和田市東15番町

## 沿革
- 2000年12月8日 - 「エス・バイ・エル東北株式会社」設立。
- 2007年3月22日 - エス・バイ・エルの取締役会で解散を議決。
- 2007年4月30日 - 会社解散。